# سومی‌یوشی، اوساکا

بخش سومی‌یوشی (به ژاپنی: 住吉区 Sumiyoshi-ku) یکی از مناطق ۲۴ گانه اوساکا در ژاپن است.